# Ich bin ein Star – Holt mich hier raus!/Staffel 13
Die 13. Staffel der deutschen Reality-Show Ich bin ein Star – Holt mich hier raus! startete am 11. Januar 2019 auf dem Privatsender RTL und wurde bis zum 26. Januar 2019 ausgestrahlt.
Moderatoren waren, wie in den Jahren 2013 bis 2018, Sonja Zietlow und Daniel Hartwich. Auch der Paramedic Bob McCarron alias „Dr. Bob“ war wieder anwesend. Thorsten Legat fungierte als Sidekick.
Dschungelkönigin und Gewinnerin von erstmals ausgespielten 100.000 Euro wurde Evelyn Burdecki.

## Teilnehmer
Wie im Vorjahr traten zwölf Kandidaten gegeneinander an.

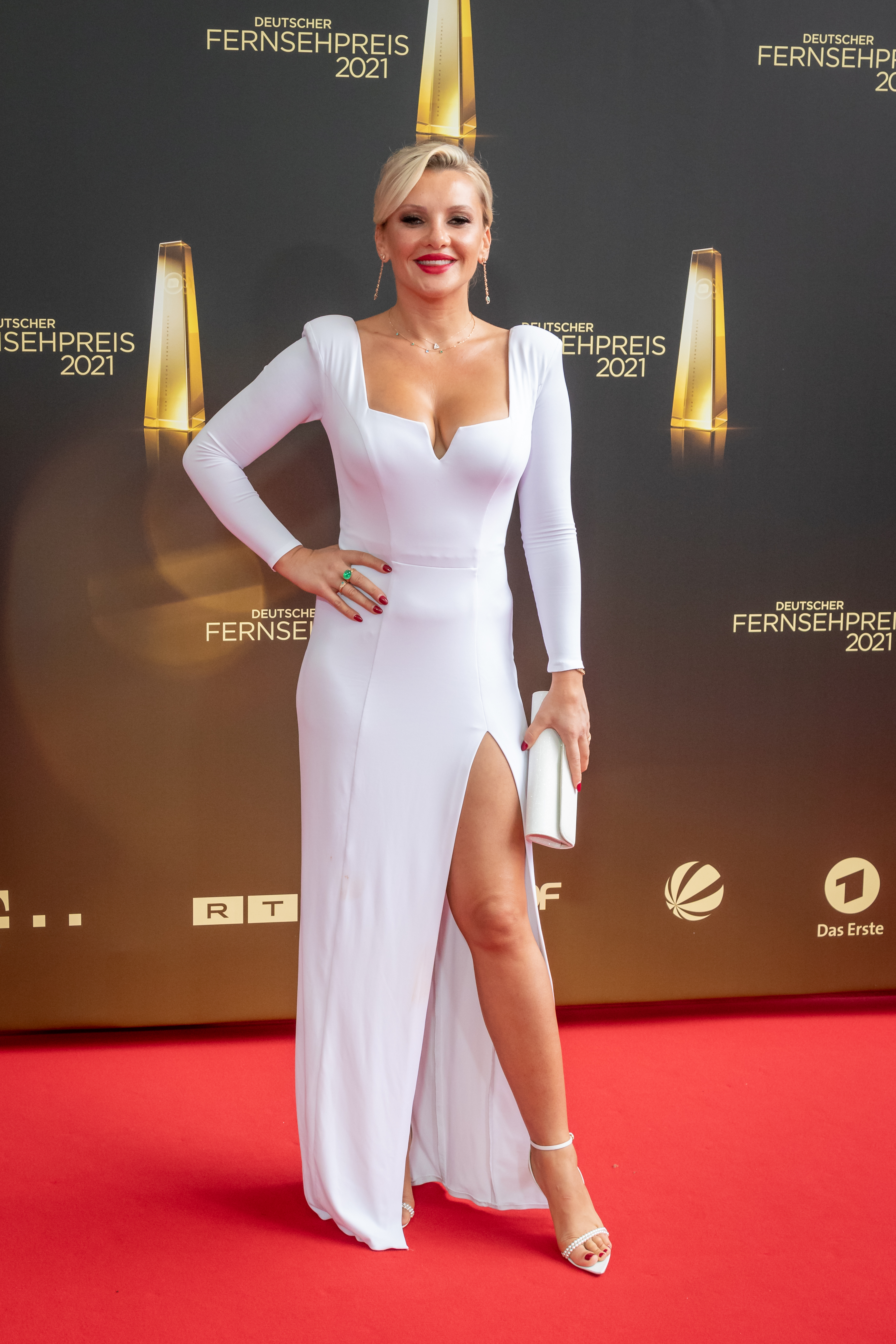
Evelyn Burdecki: Dschungelkönigin der dreizehnten Staffel

| Platz | Teilnehmer         | Bekannt als                                                                                                   | Auszug am  |
| ----- | ------------------ | --- | ---------- |
| 01    | Evelyn Burdecki    | Reality-TV-Teilnehmerin (Promi Big Brother, Der Bachelor, Bachelor in Paradise)                               | 27. Januar |
| 02    | Felix van Deventer | Darsteller bei Gute Zeiten, schlechte Zeiten                                                                  | 27. Januar |
| 03    | Peter Orloff       | Schlagersänger                                                                                                | 27. Januar |
| 04    | Sandra Kiriasis    | Bob-Olympiasiegerin 2006                                                                                      | 26. Januar |
| 05    | Bastian Yotta      | Reality-TV-Teilnehmer (Adam sucht Eva – Promis im Paradies, Die Yottas! Mit Vollgas durch Amerika)            | 26. Januar |
| 06    | Chris Töpperwien   | Reality-TV-Teilnehmer (Goodbye Deutschland! Die Auswanderer, Das Sommerhaus der Stars – Kampf der Promipaare) | 26. Januar |
| 07    | Doreen Dietel      | Schauspielerin (Dahoam is Dahoam, Der Bergpfarrer)                                                            | 24. Januar |
| 08    | Leila Lowfire      | Podcasterin, Schauspielerin, Model                                                                            | 23. Januar |
| 09    | Gisele Oppermann   | Kandidatin bei Germany’s Next Topmodel                                                                        | 22. Januar |
| 10    | Tommi Piper        | Synchronsprecher (Alf), Schauspieler, Sänger                                                                  | 21. Januar |
| 11    | Sibylle Rauch      | Ehemalige Erotik- und Pornodarstellerin, Schauspielerin (Eis am Stiel)                                        | 20. Januar |
| 12    | Domenico de Cicco  | Reality-TV-Teilnehmer (Die Bachelorette, Bachelor in Paradise)                                                | 19. Januar |

## Abstimmungsergebnisse
| Abstimmungsergebnisse der dreizehnten Staffel | Abstimmungsergebnisse der dreizehnten Staffel | Abstimmungsergebnisse der dreizehnten Staffel | Abstimmungsergebnisse der dreizehnten Staffel | Abstimmungsergebnisse der dreizehnten Staffel | Abstimmungsergebnisse der dreizehnten Staffel | Abstimmungsergebnisse der dreizehnten Staffel | Abstimmungsergebnisse der dreizehnten Staffel | Abstimmungsergebnisse der dreizehnten Staffel | Abstimmungsergebnisse der dreizehnten Staffel | Abstimmungsergebnisse der dreizehnten Staffel |
| Platz                                         | 18. Januar                                    | 19. Januar                                    | 20. Januar                                    | 21. Januar                                    | 22. Januar                                    | 23. Januar                                    | 24. Januar                                    | 25. Januar                                    | 26. Januar Vorfinale                          | 26. Januar Finale                             |
| --------------------------------------------- | --------------------------------------------- | --------------------------------------------- | --------------------------------------------- | --------------------------------------------- | --------------------------------------------- | --------------------------------------------- | --------------------------------------------- | --------------------------------------------- | --------------------------------------------- | --------------------------------------------- |
| 01                                            | Burdecki 19,63 %                              | van Deventer 18,79 %                          | Burdecki 20,41 %                              | Yotta 29,83 %                                 | Burdecki 23,86 %                              | Burdecki 31,77 %                              | Burdecki 28,50 %                              | Burdecki 29,41 %                              | Burdecki 46,14 %                              | Burdecki 60,45 %                              |
| 02                                            | Töpperwien 18,60 %                            | Töpperwien 17,56 %                            | Yotta 18,06 %                                 | Töpperwien 19,72 %                            | Orloff 23,13 %                                | Yotta 16,39 %                                 | Orloff 16,21 %                                | van Deventer 24,44 %                          | van Deventer 28,54 %                          | van Deventer 39,55 %                          |
| 03                                            | Yotta 11,84 %                                 | Burdecki 17,49 %                              | Töpperwien 16,35 %                            | Burdecki 16,71 %                              | Yotta 12,39 %                                 | Orloff 15,32 %                                | van Deventer 15,44 %                          | Orloff 17,09 %                                | Orloff 25,32 %                                |                                               |
| 04                                            | Oppermann 10,40 %                             | Yotta 11,27 %                                 | van Deventer 13,83 %                          | van Deventer 9,75 %                           | Töpperwien 12,20 %                            | Töpperwien 13,56 %                            | Yotta 14,81 %                                 | Kiriasis 15,76 %                              |                                               |                                               |
| 05                                            | Orloff 8,71 %                                 | Dietel 8,00 %                                 | Orloff 11,20 %                                | Orloff 8,60 %                                 | van Deventer 10,64 %                          | van Deventer 11,93 %                          | Kiriasis 13,15 %                              | Yotta 13,30 %                                 |                                               |                                               |
| 06                                            | van Deventer 8,62 %                           | Orloff 7,45 %                                 | Dietel 5,47 %                                 | Kiriasis 4,77 %                               | Dietel 8,47 %                                 | Kiriasis 5,72 %                               | Töpperwien 11,89 %                            |                                               |                                               |                                               |
| 07                                            | Kiriasis 5,13 %                               | Kiriasis 5,18 %                               | Kiriasis 4,70 %                               | Lowfire 4,58 %                                | Kiriasis 4,81 %                               | Dietel 5,31 %                                 |                                               |                                               |                                               |                                               |
| 08                                            | Dietel 4,42 %                                 | Oppermann 5,09 %                              | Lowfire 3,51 %                                | Dietel 3,22 %                                 | Lowfire 4,50 %                                |                                               |                                               |                                               |                                               |                                               |
| 09                                            | Lowfire 3,88 %                                | Piper 3,79 %                                  | Oppermann 3,25 %                              | Oppermann 2,82 %                              |                                               |                                               |                                               |                                               |                                               |                                               |
| 10                                            | Rauch 2,95 %                                  | Lowfire 3,49 %                                | Piper 3,22 %                                  |                                               |                                               |                                               |                                               |                                               |                                               |                                               |
| 11                                            | Piper 2,93 %                                  | Rauch 1,89 %                                  |                                               |                                               |                                               |                                               |                                               |                                               |                                               |                                               |
| 12                                            | de Cicco 2,89 %                               |                                               |                                               |                                               |                                               |                                               |                                               |                                               |                                               |                                               |

| Abstimmungen „Wer muss zur nächsten Dschungelprüfung“ | Abstimmungen „Wer muss zur nächsten Dschungelprüfung“ | Abstimmungen „Wer muss zur nächsten Dschungelprüfung“ | Abstimmungen „Wer muss zur nächsten Dschungelprüfung“ |
| 11. Januar 2019 | 12. Januar 2019 | 13. Januar 2019 | 14. Januar 2019 |
| --- | --- | --- | --- |
| - Oppermann 47,75 % - Burdecki 10,94 % - Yotta 10,46 % - Töpperwien 6,32 % - van Deventer 6,23 % - de Cicco 5,72 % - Lowfire 4,19 % - Dietel 3,70 % - Orloff 2,76 % - Kiriasis 1,93 % - Rauch gesperrt - Piper gesperrt | - Oppermann 40,00 % - Yotta 16,08 % - Töpperwien 11,21 % - Burdecki 10,16 % - de Cicco 6,39 % - van Deventer 6,09 % - Lowfire 3,26 % - Kiriasis 2,58 % - Dietel 2,47 % - Orloff 1,76 % - Rauch gesperrt - Piper gesperrt | - Oppermann 40,82 % - Töpperwien 25,66 % - Yotta 12,97 % - Burdecki 5,52 % - van Deventer 3,21 % - de Cicco 2,35 % - Rauch 2,17 % - Dietel 1,93 % - Lowfire 1,93 % - Piper 1,44 % - Kiriasis 1,03 % - Orloff 0,97 % | - Oppermann 32,16 % - Yotta 24,58 % - Töpperwien 12,96 % - Burdecki 7,84 % - de Cicco 6,32 % - van Deventer 5,59 % - Lowfire 3,57 % - Dietel 2,94 % - Kiriasis 2,21 % - Orloff 1,83 % - Rauch gesperrt - Piper gesperrt |
| 15. Januar 2019 | 16. Januar 2019 | 17. Januar 2019 | |
| - Oppermann 38,75 % - Yotta 13,66 % - de Cicco 12,93 % - Burdecki 10,17 % - Töpperwien 7,88 % - van Deventer 4,29 % - Lowfire 3,53 % - Piper 2,14 % - Dietel 2,11 % - Kiriasis 1,96 % - Rauch 1,67 % - Orloff 1,45 %    | - Oppermann 46,85 % - Yotta 15,67 % - Burdecki 8,94 % - de Cicco 8,56 % - Töpperwien 6,50 % - van Deventer 4,36 % - Dietel 2,98 % - Lowfire 2,91 % - Kiriasis 1,84 % - Orloff 1,39 % - Rauch gesperrt - Piper gesperrt   | - Oppermann 47,47 % - Yotta 10,00 % - Töpperwien 8,31 % - de Cicco 8,08 % - Burdecki 8,02 % - van Deventer 4,03 % - Lowfire 3,66 % - Kiriasis 3,03 % - Dietel 2,15 % - Rauch 2,04 % - Piper 1,95 % - Orloff 1,26 %  | |

## Dschungelprüfungen
In den Dschungelprüfungen müssen die Kandidaten Sterne erspielen, welche dann in Essensrationen umgewandelt werden. Gisele Oppermann absolvierte neunmal hintereinander eine Dschungelprüfung und übertraf damit den bisherigen Rekord von Larissa Marolt (acht Prüfungen in Folge).
| Dschungelprüfungen der 13. Staffel                                                                | Dschungelprüfungen der 13. Staffel | Dschungelprüfungen der 13. Staffel | Dschungelprüfungen der 13. Staffel |
| Datum                                                                                             | Kandidat(en) | Prüfung                            | Erspielte Rationen (Sterne) |
| ------------------------------------------------------------------------------------------------- | --- | ---------------------------------- | --- |
| 10. Jan. 2019                                                                                     | Tommi Piper Bastian Yotta Evelyn Burdecki Gisele Oppermann Doreen Dietel Felix van Deventer Peter Orloff Leila Lowfire                                  | „Willkommen auf der Planke“        | Sternsymbol · Sternsymbol · Sternsymbol · Sternsymbol · Sternsymbol · Sternsymbol · Sternsymbol · Sternsymbol                                                         |
| 10. Jan. 2019                                                                                     | Sandra Kiriasis Chris Töpperwien Domenico de Cicco Sibylle Rauch                                                                                        | „Star(t)schuss“                    | Sternsymbol · Sternsymbol · Sternsymbol · Sternsymbol |
| 11. Jan. 2019                                                                                     | Alle | „Dschungel-Kantine“                | Sternsymbol · Sternsymbol · Sternsymbol · Sternsymbol · Sternsymbol · Sternsymbol · Sternsymbol · Sternsymbol · Sternsymbol · Sternsymbol · Sternsymbol · Sternsymbol |
| 12. Jan. 2019                                                                                     | Gisele Oppermann | „Kanal Fatal“                      | Sternsymbol · Sternsymbol · Sternsymbol · Sternsymbol · Sternsymbol · Sternsymbol · Sternsymbol · Sternsymbol · Sternsymbol · Sternsymbol · Sternsymbol · Sternsymbol |
| 13. Jan. 2019                                                                                     | Gisele Oppermann | „Abgewrackt“                       | (Prüfung nicht angetreten) |
| 14. Jan. 2019                                                                                     | Gisele Oppermann Chris Töpperwien | „Klinik unter Palmen“              | Sternsymbol · Sternsymbol · Sternsymbol · Sternsymbol · Sternsymbol · Sternsymbol · Sternsymbol · Sternsymbol · Sternsymbol · Sternsymbol · Sternsymbol · Sternsymbol |
| 15. Jan. 2019                                                                                     | Gisele Oppermann Bastian Yotta | „Mitgehangen, mitgefangen“         | (Prüfung zweimal nicht angetreten) 1 |
| 16. Jan. 2019                                                                                     | Gisele Oppermann Bastian Yotta | „Spülhölle“                        | Sternsymbol · Sternsymbol · Sternsymbol · Sternsymbol · Sternsymbol · Sternsymbol · Sternsymbol · Sternsymbol · Sternsymbol · Sternsymbol · Sternsymbol · Sternsymbol |
| 17. Jan. 2019                                                                                     | Gisele Oppermann | „Alarm in Cobra 11“                | (Prüfung nicht angetreten) |
| 18. Jan. 2019                                                                                     | Gisele Oppermann | „Schloss mit lustig“               | Sternsymbol · Sternsymbol · Sternsymbol · Sternsymbol · Sternsymbol · Sternsymbol · Sternsymbol · Sternsymbol · Sternsymbol · Sternsymbol · Sternsymbol · Sternsymbol |
| 19. Jan. 2019                                                                                     | Doreen Dietel Felix van Deventer | „Zirkus Felido“                    | Sternsymbol · Sternsymbol · Sternsymbol · Sternsymbol · Sternsymbol · Sternsymbol · Sternsymbol · Sternsymbol · Sternsymbol · Sternsymbol · Sternsymbol               |
| 20. Jan. 2019                                                                                     | Tommi Piper Bastian Yotta Evelyn Burdecki Gisele Oppermann Doreen Dietel Felix van Deventer Peter Orloff Leila Lowfire Sandra Kiriasis Chris Töpperwien | „Dschungel-Kolosseum“              | Sternsymbol · Sternsymbol · Sternsymbol · Sternsymbol · Sternsymbol · Sternsymbol · Sternsymbol · Sternsymbol · Sternsymbol · Sternsymbol                             |
| 21. Jan. 2019                                                                                     | Sandra Kiriasis Bastian Yotta Leila Lowfire | „Sterneküche“                      | Sternsymbol · Sternsymbol · Sternsymbol · Sternsymbol · Sternsymbol · Sternsymbol · Sternsymbol · Sternsymbol · Sternsymbol                                           |
| 22. Jan. 2019                                                                                     | Peter Orloff | „Graus am See“                     | Sternsymbol · Sternsymbol · Sternsymbol · Sternsymbol · Sternsymbol · Sternsymbol · Sternsymbol · Sternsymbol                                                         |
| 23. Jan. 2019                                                                                     | Evelyn Burdecki Bastian Yotta | „Kriech der Sterne“                | Sternsymbol · Sternsymbol · Sternsymbol · Sternsymbol · Sternsymbol · Sternsymbol · Sternsymbol                                                                       |
| 24. Jan. 2019                                                                                     | Felix van Deventer Sandra Kiriasis | „Promi-Waschstrafe“                | Sternsymbol · Sternsymbol · Sternsymbol · Sternsymbol · Sternsymbol · Sternsymbol                                                                                     |
| 25. Jan. 2019                                                                                     | Felix van Deventer Sandra Kiriasis Bastian Yotta Evelyn Burdecki Peter Orloff Chris Töpperwien                                                          | „Schwingerclub“                    | Sternsymbol · Sternsymbol · Sternsymbol · Sternsymbol · Sternsymbol · Sternsymbol                                                                                     |
| 26. Jan. 2019                                                                                     | Peter Orloff | Vorspeise: „Strong“                | Sternsymbol · Sternsymbol · Sternsymbol · Sternsymbol · Sternsymbol                                                                                                   |
| 26. Jan. 2019                                                                                     | Evelyn Burdecki | Hauptgang: „Full of Energy“        | Sternsymbol · Sternsymbol · Sternsymbol · Sternsymbol · Sternsymbol                                                                                                   |
| 26. Jan. 2019                                                                                     | Felix van Deventer | Nachspeise: „Healthy“              | Sternsymbol · Sternsymbol · Sternsymbol · Sternsymbol · Sternsymbol                                                                                                   |
| Von 180 möglichen Sternen konnten 85 in Essensrationen umgewandelt werden, dies entspricht 47,2 % | |                                    | |

## Schatzsuche
Die Kandidaten gehen zu zweit auf Schatzsuche und lösen eine Aufgabe. Bei Erfolg bringen sie meistens eine Schatztruhe ins Camp. Dort wird die Truhe geöffnet, in welcher sich eine Quizfrage mit zwei Antwortmöglichkeiten befindet. Beantworten die Kandidaten die Aufgabe richtig, gibt es einen Gewinn wie beispielsweise Süßigkeiten oder Gewürze; antworten sie falsch, gibt es einen nutzlosen Trostpreis wie beispielsweise einen Gartenzwerg. Seltener gibt es nach dem Lösen der Aufgabe einen Sofortgewinn.
| Schatzsuche der 13. Staffel | Schatzsuche der 13. Staffel                    | Schatzsuche der 13. Staffel                               | Schatzsuche der 13. Staffel                                                                                                 | Schatzsuche der 13. Staffel | Schatzsuche der 13. Staffel |
| Datum                       | Kandidaten                                     | Aufgabe                                                   | Frage und Antwortmöglichkeiten                                                                                              | Gewinn/Trostpreis           |                             |
| --------------------------- | ---------------------------------------------- | --------------------------------------------------------- | --- | --------------------------- | --------------------------- |
| 14. Jan. 2019               | Felix van Deventer Chris Töpperwien            | „Nach Strich und Faden“                                   | Wenn männliche Fruchtfliegen keinen Erfolg bei den Weibchen haben… A: trinken sie mehr Alkohol B: begatten sie die Männchen | Zitrone                     |                             |
| 15. Jan. 2019               | Domenico de Cicco Evelyn Burdecki              | Single-choice-Wissensfragen mit drei Antwortmöglichkeiten | nicht bis zur Frage geschafft                                                                                               | –                           |                             |
| 18. Jan. 2019               | Doreen Dietel Evelyn Burdecki                  | „Dschungel-Galerie“                                       | Wie viel Prozent der Weltbevölkerung sind blond? A: 2 % B: 25 %                                                             | Pfeffer                     |                             |
| 21. Jan. 2019               | Bastian Yotta Chris Töpperwien Evelyn Burdecki | Buzzer gedrückt halten (Nacht-Schatzsuche)                | keine Schatztruhe, keine Frage                                                                                              | Tee                         |                             |
| 24. Jan. 2019               | Chris Töpperwien Peter Orloff                  | Türen öffnen                                              | keine Schatztruhe, keine Frage                                                                                              | Cola und Eiskaffee          |                             |
| 24. Jan. 2019               | Sandra Kiriasis Felix van Deventer             | Türen öffnen                                              | keine Schatztruhe, keine Frage                                                                                              | Treffen auf Begleitpersonen |                             |
| 24. Jan. 2019               | Evelyn Burdecki Bastian Yotta                  | Türen öffnen                                              | keine Schatztruhe, keine Frage                                                                                              | Pizza                       |                             |

| Legende     | Legende                                                                          |
| ----------- | -------------------------------------------------------------------------------- |
|             | Die Teilnehmer haben die Aufgabe gelöst oder die Frage richtig beantwortet.      |
|             | Die Teilnehmer haben die Aufgabe nicht gelöst oder die Frage falsch beantwortet. |
| Fettschrift | von den Teilnehmern ausgewählte Antwort                                          |

## Einschaltquoten
Die höchste Zuschauerzahl dieser Staffel (6,35 Mio.) wurde im Finale gemessen; die niedrigste (4,43 Mio.) in Folge 3 (Zwölfte Staffel: 6,72 Mio. (Finale); 4,82 Mio. (Folge 12)).
| Quoten der 13. Staffel                                 | Quoten der 13. Staffel | Quoten der 13. Staffel | Quoten der 13. Staffel  | Quoten der 13. Staffel    | Quoten der 13. Staffel  | Quoten der 13. Staffel           | Quoten der 13. Staffel         | Quoten der 13. Staffel |
| Folge                                                  | Dauer                  | Dauer                  | Erstausstrahlung (2019) | Zuschauerzahl ab 3 Jahren | Marktanteil ab 3 Jahren | Zuschauerzahl 14- bis 49-Jährige | Marktanteil 14- bis 49-Jährige | Quelle                 |
| Folge                                                  | (mit Werbung)          | (ohne Werbung)         | Erstausstrahlung (2019) | Zuschauerzahl ab 3 Jahren | Marktanteil ab 3 Jahren | Zuschauerzahl 14- bis 49-Jährige | Marktanteil 14- bis 49-Jährige | Quelle                 |
| ------------------------------------------------------ | ---------------------- | ---------------------- | ----------------------- | ------------------------- | ----------------------- | -------------------------------- | ------------------------------ | ---------------------- |
| Folgen mit Abstimmung „Wer muss zur Dschungelprüfung?“ |                        |                        |                         |                           |                         |                                  |                                |                        |
| Folge 1                                                | 178 Min.               | 146 Min.               | Fr, 11. Januar          | 5,95 Mio.                 | 23,1 %                  | 3,33 Mio.                        | 38,7 %                         | [ Quoten 1 ]           |
| Folge 2                                                | 105 Min.               | 082 Min.               | Sa, 12. Januar          | 5,17 Mio.                 | 21,2 %                  | 2,81 Mio.                        | 33,9 %                         | [ Quoten 2 ]           |
| Folge 3                                                | 092 Min.               | 075 Min.               | So, 13. Januar          | 4,43 Mio.                 | 19,1 %                  | 2,43 Mio.                        | 31,0 %                         | [ Quoten 3 ]           |
| Folge 4                                                | 112 Min.               | 089 Min.               | Mo, 14. Januar          | 4,63 Mio.                 | 24,4 %                  | 2,28 Mio.                        | 36,4 %                         | [ Quoten 4 ]           |
| Folge 5                                                | 110 Min.               | 087 Min.               | Di, 15. Januar          | 5,03 Mio.                 | 25,0 %                  | 2,67 Mio.                        | 41,3 %                         | [ Quoten 5 ]           |
| Folge 6                                                | 070 Min.               | 054 Min.               | Mi, 16. Januar          | 5,34 Mio.                 | 24,2 %                  | 2,88 Mio.                        | 38,5 %                         | [ Quoten 6 ]           |
| Folge 7                                                | 104 Min.               | 080 Min.               | Do, 17. Januar          | 5,22 Mio.                 | 26,5 %                  | 2,76 Mio.                        | 42,3 %                         | [ Quoten 7 ]           |
| Folgen mit Abstimmung „Wer soll im Camp bleiben?“      |                        |                        |                         |                           |                         |                                  |                                |                        |
| Folge 8                                                | 107 Min.               | 084 Min.               | Fr, 18. Januar          | 5,44 Mio.                 | 23,8 %                  | 2,69 Mio.                        | 35,8 %                         | [ Quoten 8 ]           |
| Folge 9                                                | 094 Min.               | 072 Min.               | Sa, 19. Januar          | 6,17 Mio.                 | 24,8 %                  | 3,15 Mio.                        | 38,2 %                         | [ Quoten 9 ]           |
| Folge 10                                               | 102 Min.               | 080 Min.               | So, 20. Januar          | 4,75 Mio.                 | 21,4 %                  | 2,35 Mio.                        | 31,3 %                         | [ Quoten 10 ]          |
| Folge 11                                               | 118 Min.               | 092 Min.               | Mo, 21. Januar          | 5,03 Mio.                 | 25,9 %                  | 2,59 Mio.                        | 40,2 %                         | [ Quoten 11 ]          |
| Folge 12                                               | 100 Min.               | 081 Min.               | Di, 22. Januar          | 4,86 Mio.                 | 25,8 %                  | 2,36 Mio.                        | 39,2 %                         | [ Quoten 12 ]          |
| Folge 13                                               | 074 Min.               | 058 Min.               | Mi, 23. Januar          | 5,12 Mio.                 | 23,4 %                  | 2,47 Mio.                        | 33,8 %                         | [ Quoten 13 ]          |
| Folge 14                                               | 084 Min.               | 069 Min.               | Do, 24. Januar          | 4,87 Mio.                 | 24,2 %                  | 2,49 Mio.                        | 38,8 %                         | [ Quoten 14 ]          |
| Folge 15                                               | 075 Min.               | 058 Min.               | Fr, 25. Januar          | 5,52 Mio.                 | 21,8 %                  | 2,85 Mio.                        | 32,4 %                         | [ Quoten 15 ]          |
| Finale                                                 |                        |                        |                         |                           |                         |                                  |                                |                        |
| Folge 16                                               | 151 Min.               | 119 Min.               | Sa, 26. Januar          | 6,35 Mio.                 | 29,4 %                  | 3,09 Mio.                        | 39,9 %                         | [ Quoten 16 ]          |
| Das große Wiedersehen                                  |                        |                        |                         |                           |                         |                                  |                                |                        |
| –                                                      |                        | 111 Min.               | So, 27. Januar          | 3,63 Mio.                 | 10,8 %                  | 1,96 Mio.                        | 17,9 %                         | [ Quoten 17 ]          |

## Zusätzliche Sendungen im TV und Web
- 12. bis 27. Januar 2019: Dschungel to go mit Lars Paulsen (IBES Social Media-Kanäle)
- 11. bis 27. Januar 2019: Ich bin ein Star – Die Stunde danach mit Angela Finger-Erben (RTLup, RTL)
- 27. Januar 2019: Ich bin ein Star – Holt mich hier raus! – Das große Wiedersehen mit Sonja Zietlow und Daniel Hartwich (RTL)
- 10. Februar 2019: Ich bin ein Star – Holt mich hier raus! Das Nachspiel mit Sonja Zietlow und Daniel Hartwich (RTL)
- 10. Februar 2019: Ich bin ein Star – Das Phänomen (RTL)

## Trivia
- Die Stars durften in dieser Staffel nicht mehr tagsüber schlafen.
- Erstmals durfte eine Dschungelprüfung nach Abbruch wiederholt werden, wurde jedoch erneut abgebrochen.[4]
- Bereits vor dem Start bestand eine Fehde zwischen Bastian Yotta und Chris Töpperwien. Zudem waren Evelyn Burdecki und Domenico de Cicco ehemals ein Paar. Die beiden daraus resultierenden Konflikte waren ein wiederkehrendes Motiv der Staffel.[5]
- Die Nacht-Schatzsuche ging nicht wie sonst bis zum nächsten Morgen, sondern war deutlich kürzer.
- Thorsten Legat hatte mehrere kurze Auftritte. Vor und nach der Prüfung Schloss mit lustig coachte er Gisele Oppermann und zur Feier der 200. Folge am 23. Januar trat er als DJ Kasalla im Baumhaus auf. Auch in der Finalfolge hatte er einen kurzen Auftritt.
- Aufgrund von Serverproblemen bei der Auswertung des Votings musste an Tag 14 niemand das Camp verlassen.[6] In Folge 15 verließ anfangs der Teilnehmer mit den wenigsten Stimmen des Vortags das Camp.[7] Aufgrund des späteren Beginns der Abstimmungen über den Verbleib im Camp und weil es keinen freiwilligen Auszug gab, hatten danach zum ersten Mal zwei Kandidaten gleichzeitig über das Voting das Camp zu verlassen.
- Die Namen der Dschungelprüfungen im Finale entstammen dem Mantra “I am strong, healthy and full of energy!” (Ich bin stark, gesund und voller Energie!) aus Bastian Yottas Yotta-Bibel (vgl. Prüfung vom 29. Januar der vorherigen Staffel). Die Moderatoren machten sich darüber lustig, dass die Stars immer noch glaubten, mit ihrer untereinander ausdiskutierten Entscheidung die Aufgaben (und nicht nur den Namen) selbst wählen zu dürfen, obwohl diese ihnen bereits zuvor vom Sender zugewiesen wurden und die Finalprüfungen seit der 9. Staffel sinnlose Namen haben.